# 博爾松灣
65°9′S 63°5′W / 65.150°S 63.083°W
博爾松灣是南極洲的海灣，位於葛拉漢地的丹科海岸，處於埃蒂安港以東，由比利時探險隊繪入地圖，現時由南極條約體系管理。